# فولتا كاتالونيا 2014
فولتا كاتالونيا 2014 (بالإنجليزية: 2014 Volta a Catalunya)‏ هو سباق دراجات هوائية أقيم بتاريخ 24–30 مارس 2014، تكون السباق من 7 مراحل وامتدّ لمسافة 1167.9 كم بسرعة 39.333 كم/س، استغرق السباق 29 ساعة 41 دقيقة 34 ثانية. فاز به الإسباني خواكيم رودريغيث وحلّ ثانيا ألبيرتو كونتادور.

## الترتيب
| م                     | الدرّاج           | البلد   | الزمن                     |
| --------------------- | ---------------- | ------- | ------------------------- |
| الفائز بالترتيب العام | خواكيم رودريغيث  | إسبانيا | 29 ساعة 41 دقيقة 34 ثانية |
| الثاني                | ألبيرتو كونتادور | إسبانيا |                           |